# Vladivoj
Vladivoj (981? – leden 1003) byl český kníže v letech 1002–1003.

## Původ
Jeho původ není jasný, ale pravděpodobně byl synem Doubravky Přemyslovny a polského knížete Měška, mladší bratr polského knížete a krále Boleslava Chrabrého. Tento předpoklad vyslovil již v roce 1895 Oswald Balzer. Snad mohl být nějakým zapomenutým potomkem přemyslovského rodu, jedná se ovšem pouze o spekulaci zakládající se na tom, že v dané době mohl na knížecí stolec usednout pouze Přemyslovec.
Doubravka Přemyslovna Měškovi porodila syna Boleslava a dceru Dorotu, u Vladivoje ovšem tato jistota chybí. Zřejmě však byl příbuzným Přemyslovců a zároveň Piastovec. Měškovi synové (přinejmenším Boleslav Chrabrý) byli z matčiny strany vnuky českého knížete Boleslava I. a bratranci Boleslava III., Jaromíra a Oldřicha.

## Na českém trůně
Po útěku Boleslava III. byl Vladivoj dosazen Boleslavem Chrabrým na český knížecí stolec. Podle kronikáře Dětmara Merseburského byl v Čechách přijat „jednomyslně pro příbuzenství a velkou sympatii“. V Čechách ovšem tou dobou existovaly přinejmenším dvě skupiny velmožů, z nichž jedna byla proněmecká a druhá propolská, první z nich byla v dané době zřejmě v menšině.
V listopadu 1002 Vladivoj v Řezně přislíbil, údajně „v důsledku moudré rady“, věrnost králi Jindřichovi II. a odměnou obdržel Čechy v léno. Stal se tak prvním českým vladařem, který si nechal Čechy udělit od římského panovníka, což byla významná změna poměru českých panovníků ke Svaté říši římské. Římští panovníci na základě tohoto Vladivojova úkonu v 11. a 12. století (až do vydání Zlaté buly sicilské) opakovaně zasahovali do nástupnictví jednotlivých knížat z rodu Přemyslovců. Historička Barbara Krzemieńská je toho názoru, že Boleslav Chrabrý v této době už zřejmě obsadil Moravu a Vladivoj si lenním slibem chtěl pojistit alespoň vládu nad Čechami (navíc se poté nemusel obávat Jindřichova vojska).
Vladivoj razil vlastní denáry. Podle kronikářů [zdroj?] byl Vladivoj notorický alkoholik, „vždy žízní trápen byl tak, že ani hodinu bez pití trvati nemohl“, a již počátkem roku 1003 se upil k smrti. Po smrti Vladivoje byl díky vojenské pomoci Jindřicha II. na český knížecí stolec dosazen kníže Jaromír, brzy však musel prchnout před Boleslavem III. a Boleslavem Chrabrým.